# Sloanea tuerckheimii

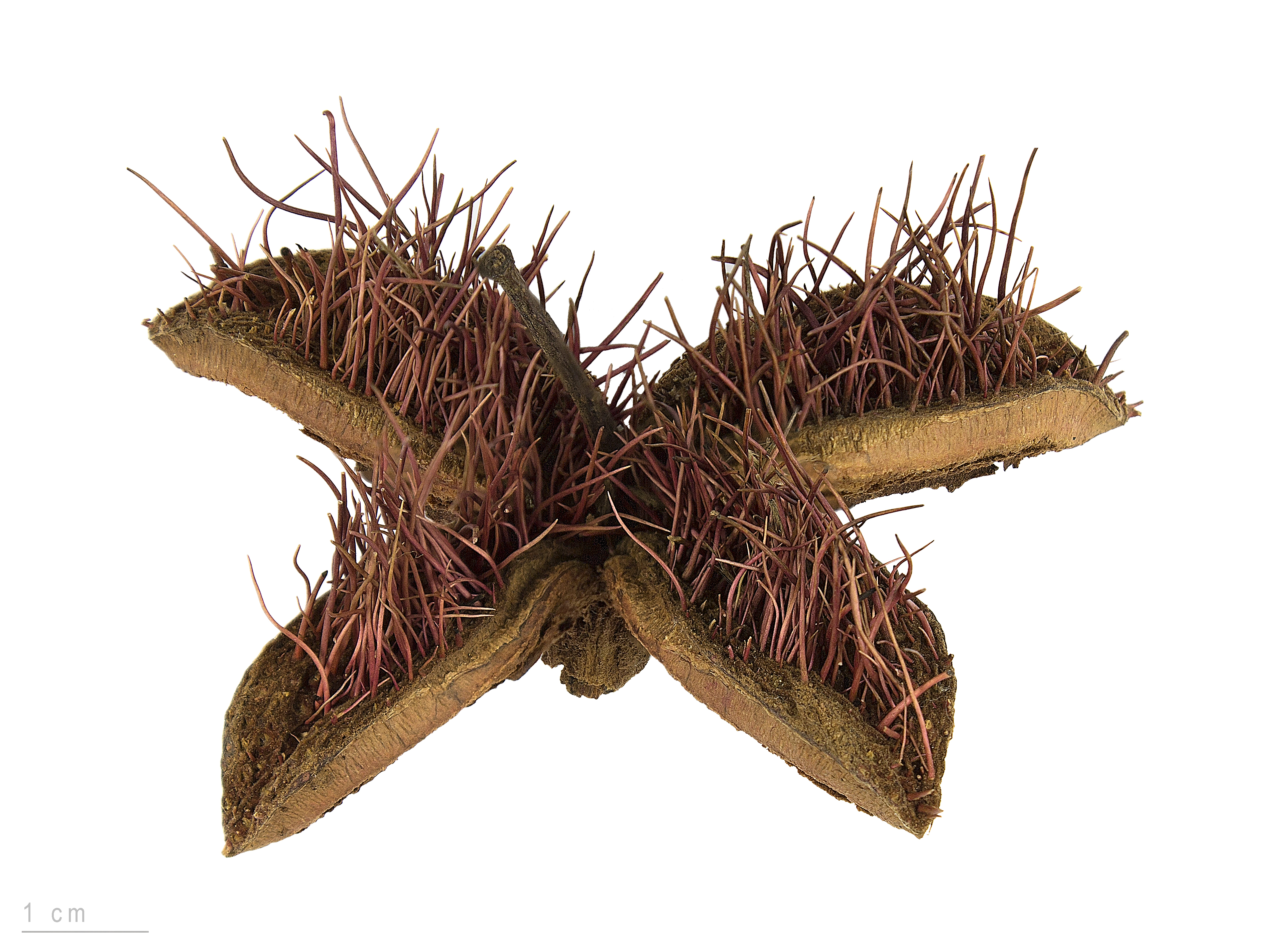
Sloanea tuerckheimii

Sloanea tuerckheimii är en tvåhjärtbladig växtart som beskrevs av Donn.Smith. Sloanea tuerckheimii ingår i släktet Sloanea och familjen Elaeocarpaceae. Inga underarter finns listade i Catalogue of Life.